# Hyukoh
Hyukoh, stylisé hyukoh (coréen : 혁오) est un groupe de pop indépendante sud-coréen, originaire de Séoul. Il est signé chez DRDRamc et HIGHGRND. Officiellement formé en mai 2014, le groupe se compose d'Oh Hyuk, Im Dong-gun, Lim Hyun-jae et Lee In-woo, tous nés en 1993.
À cause de ses deux parents professeurs à l'université, Oh Hyuk a été élevé dans plusieurs villes du nord de la Chine (Jilin, Shenyang et Beijing) de ses cinq mois jusqu'à ses 18 ans. Après avoir fini le lycée en 2012, Oh Hyuk déménage en Corée du Sud pour continuer la musique à temps plein, ce à quoi ses parents s'opposent fortement. Oh Hyuk parle trois langues: le mandarin, le coréen et l'anglais. Ces diverses influences culturelles se ressentent dans la musique de hyukoh.

## Biographie
Hyukoh sort son premier EP 20 le 18 septembre 2014. Ils y rencontrent un succès modéré dans la scène musicale underground, se produisant dans des petites salles.
En 2015, le groupe devient plus largement connu en Corée du Sud après leur participation au Summer Music Festival de la célèbre émission coréenne Infinite Challenge. Le groupe a eu un retour positif de la part des critiques et du public, se classant dans le top 10 du Billboard World Albums Chart deux mois après la sortie de leur deuxième EP 22. Leur succès soudain est souvent expliqué par leur apparition dans l'émission ainsi que leur talent musical. Le 21 juillet 2015, le rappeur et producteur coréano-canadien Tablo annonce que Hyukoh sera le premier membre de son label indépendant HIGHGRND (se lit High Ground), une filiale de YG Entertainment. En novembre, Oh Hyuk apparaît sur la bande-son du drama Reply 1988, avec une reprise de la chanson de Lee Moon-se, A Little Girl.
Le 30 avril et le 2 mai 2016, le groupe se produit au Strawberry Music Festival à Shanghai et Beijing, représentant les groupes indie coréens. Ils faisaient également partie de la programmation du Summer Sonic Festival au Japon en août 2016. Oh Hyuk apparait une fois de plus en solo dans l'émission Infinite Challenge le 31 décembre 2016 pour un épisode spécial Hip-hop et histoire. Il y interprète Your Night en featuring avec Hwang Kwanghee et Gaeko. La chanson se classe au sommet de tous les classements coréens après sa sortie. Oh Hyuk marque un nouvel accomplissement en atteignant le sommet des classements musicaux digitaux coréens le 7 avril 2017 lorsque lui et la célèbre chanteuse IU sortent Can't Love You Anymore. La chanson est écrite et composée par les deux artistes, et figure sur l'album studio d'IU, Palette.
Le groupe sort son premier album studio 23 le 24 avril 2017. La chanson-titre Tomboy se classe deuxième dans le MelOn Digital Chart et premier dans le Genie, Bugs et Olleh Digital Chart peu de temps après sa sortie. L'album s'est même classé à la 6e place du Billboard's World's Album Chart en mai 2017,.
Le 24 juillet 2024, le groupe sort l'album AAA, issu d'une collaboration avec le groupe taïwanais Sunset Rollercoaster. L'album est décrit comme la culmination de rencontres musicales que les deux groupes ont effectué tout au long de l'année 2023, et le fruit d'une collaboration musicale et amitié longues.

## Controverse
Après leur gain de notoriété, Hyukoh ont dû faire face à plusieurs accusations de plagiat. En 2015, des internautes avancent l'idée que leur chanson Lonely était dérivée de 1517 du groupe germano-norvégien The Whitest Boy Alive, tandis que Panda Bear est comparée à Dodi de Yumi Zouma. Le 24 juillet, HIGHGRND publie une déclaration ayant pour objet ces rumeurs, déclarant que Hyukoh avait reçu des compliments pour Lonely de la part du chanteur de The Whitest Boy Alive, Erlend Øye, après lui avoir interprété la chanson lorsque le chanteur a visité la Corée. Le label explique aussi que Panda Bear était sortie avant Dodi de Yumi Zouma, rendant donc tout plagiat impossible.
Panda Bear reçoit des nouvelles accusations de plagiat, cette fois par rapport à la chanson Golden Age du groupe indépendant américain Beach Fossils. Ces suspicions voient le jour à cause d'un tweet maintenant supprimé, publié par Beach Fossils, suggérant que Hyukoh avait remixé Golden Age afin de créer Panda Bear. Oh Hyuk poste plus tard une capture d'écran du tweet sur son compte Instagram, où il a agressivement réfuté ces accusations,.

## Membres
- Oh Hyuk (오혁) (5 octobre 1993) – voix, guitare, écriture
- Lim Hyun-jae (임현제) (31 juillet 1993) – guitare principale
- Im Dong-gun (임동건) (4 avril 1993) – basse
- Lee In-woo (이인우) (4 juin 1993) – batterie

## Discographie

### Albums studio
| Titre                         | Détails | Meilleure position | Meilleure position | Meilleure position | Ventes                      |
| Titre                         | Détails | COR                | JPN                | US World           | Ventes                      |
| ----------------------------- | --- | ------------------ | ------------------ | ------------------ | --------------------------- |
| 23                            | - Date de sortie : 24 avril 2017 - Label : HIGHGRND, DRDRamc, Genie Music - Format : CD, téléchargement                                           | 5                  | 106                | 6                  | - COR : 13 830+ - JPN : 620 |
| through love                  | - Date de sortie : 30 janvier 2020 - Label : DRDRamc - Format : CD, téléchargement                                                                | —                  | —                  | —                  | —                           |
| AAA avec Sunset Rollercoaster | - Date de sortie : 24 juillet 2024 - Label : DooRooDooRoo Artist Company, Sunset Music Productions Co., Ltd - Format : CD, téléchargement, Vinyle | —                  | —                  | —                  | —                           |

### EP
| Titre                                                                             | Détails                                                                                                   | Meilleure position | Meilleure position | Meilleure position | Ventes                     |
| Titre                                                                             | Détails                                                                                                   | COR                | JPN                | US World           | Ventes                     |
| --------------------------------------------------------------------------------- | --- | ------------------ | ------------------ | ------------------ | -------------------------- |
| 20                                                                                | - Date de sortie : 18 septembre 2014 - Label : CASHMIER RECORDS, Sony Music - Format : CD, téléchargement | —                  | 130                | —                  | - JPN : 720                |
| 22                                                                                | - Date de sortie : 28 mai 2015 - Label : DRDRamc, LOEN Entertainment - Format : CD, téléchargement        | 9                  | 112                | 4                  | - COR : 2 498+ - JPN : 806 |
| « — » signifie que l'EP ne s'est pas classé ou n'est pas sorti dans cette région. | |                    |                    |                    |                            |

### Singles
| Titre                     | Année | Meilleure position | Ventes (DL)                                           | Album         |
| Titre                     | Année | COR                | Ventes (DL)                                           | Album         |
| ------------------------- | ----- | ------------------ | ----------------------------------------------------- | ------------- |
| Wi Ing Wi Ing (위잉위잉)  | 2014  | 1                  | - COR : 1 903 994+                                    | 20            |
| Panda Bear                | 2015  | 95                 | - COR: 98 706+                                        | Single à part |
| Comes and Goes (와리가리) | 2015  | 1                  | - COR: 1 629 519+                                     | 22            |
| Tomboy                    | 2017  | 2                  | - COR: 838 462+ (téléchargements pour Tomboy)         | 23            |
| Leather Jacket (가죽자켓) | 2017  | 16                 | - COR: 121 914+ (téléchargements pour Leather Jacket) | 23            |

### Autres chansons classées
| Titre                          | Année | Meilleure position | Ventes (DL)     | Album         |
| Titre                          | Année | COR                | Ventes (DL)     | Album         |
| ------------------------------ | ----- | ------------------ | --------------- | ------------- |
| Ohio                           | 2014  | 29                 | - COR: 329 291+ | 20            |
| Lonely                         | 2014  | 91                 | - COR: 106 988+ | 20            |
| I Have No Hometown             | 2014  | —                  | - COR: 83 976+  | 20            |
| Feels Like Roller Coaster Ride | 2014  | —                  | - COR: 72 406+  | 20            |
| Our Place                      | 2014  | —                  | - COR: 69,875+  | 20            |
| Bamboo                         | 2015  | —                  | - COR: 54 530+  | Single à part |
| Hooka                          | 2015  | 10                 | - COR: 707 634+ | 22            |
| Big Bird (큰새)                | 2015  | 37                 | - COR: 356 608+ | 22            |
| Gondry (공드리)                | 2015  | 41                 | - COR: 279 972+ | 22            |
| Settled Down                   | 2015  | 83                 | - COR: 116 937+ | 22            |
| Mer                            | 2015  | 86                 | - COR: 112 563+ | 22            |
| Die Alone                      | 2017  | 36                 | - COR: 56 122+  | 23            |
| Tokyo Inn                      | 2017  | 41                 | - COR: 50 072+  | 23            |
| Paul                           | 2017  | 61                 | - COR: 43 144+  | 23            |
| Burning Youth                  | 2017  | 64                 | - COR: 39 872+  | 23            |
| 2002WorldCup                   | 2017  | 65                 | - COR: 39 653+  | 23            |
| Jesus Lived In a Motel Room    | 2017  | 68                 | - COR: 38 543+  | 23            |
| Wanli (Wanli万里)              | 2017  | 79                 | - COR: 35 155+  | 23            |
| Surf Boy                       | 2017  | 80                 | - COR: 37 094+  | 23            |
| Reserved Seat (지정석)         | 2017  | 84                 | - COR: 35 803+  | 23            |
| Simon                          | 2017  | 86                 | - COR: 35 784+  | 23            |

### Vidéoclips
| Année | Titre          |
| ----- | -------------- |
| 2014  | Wi Ing Wi Ing  |
| 2015  | Panda Bear     |
| 2015  | Comes and Goes |
| 2015  | Hooka          |
| 2015  | Gondry         |
| 2017  | Leather Jacket |
| 2017  | Tomboy         |
| 2017  | Wanli          |

### Projets solo
Oh Hyuk
| Année                  | Titre                                               | Notes                                          |
| ---------------------- | --------------------------------------------------- | ---------------------------------------------- |
| 2015                   | Bushwick                                            | En featuring avec Mayson the Soul              |
| 2015                   | Bawling                                             | En featuring, produit par Primary              |
| 2015                   | Gondry (공드리)                                     | En featuring avec Lim Kim, produit par Primary |
| 2015                   | Rubber (러버)                                       | En featuring, produit par Primary              |
| 2015                   | Parachute                                           | En featuring avec Dok2, produit par Code Kunst |
| 2015                   | A Little Girl (소녀)                                | Reply 1988 OST                                 |
| 2017                   |                                                     |                                                |
| Your Night             | En featuring avec Kwanghee et Gaeko                 |                                                |
| Can't Love You Anymore | Co-parolier et co-compositeur, en featuring avec IU |                                                |

## Filmographie

### Télévision
- You Hee-yeol's Sketchbook : 29 avril 2017
- You Hee-yeol's Sketchbook : 15 avril 2017 (Oh Hyuk)
- Infinite Challenge : 31 décembre 2016 Infinite Challenge spécial Hip-hop et histoire (Oh Hyuk)
- You Hee-yeol's Sketchbook : 4 décembre 2016
- You Hee-yeol's Sketchbook : 16 octobre 2015
- Infinite Challenge : 4 juillet-22 août 2015 - Infinite Challenge Summer Music Festival
- Show Me the Money 4 : 17 juillet 2015, en featuring dans Airbag avec Tablo
- You Hee-yeol's Sketchbook : 24 avril 2015

## Concerts et festivals

### Concerts
- 2015 : Hyukoh year end concert 22 à Séoul, Corée du Sud
- 2016 : Hyukoh year end concert 22 à Séoul, Corée du Sud
- 2017 : Hyukoh concert 23 à Kuala Lumpur, Malaisie
- 2017 : Hyukoh concert 23 à Séoul, Corée du Sud
- 2017 : Hyukoh concert 23 à Hong Kong

Du 26 février 2019 au 15 mars 2019 : Tournée Européenne 《24: how to find true love and happiness》
- - 26 février : Gorilla, Manchester (UK)
  - 27 février :Electric Brixton, Londres (UK)
  - 1er Mars : Le Trianon, Paris (France)
  - 2 mars : Melkweg, Amsterdam (Pays Bas)
  - 3 mars: Ancienne Belgique, Bruxelles (Belgique)
  - 5 mars : Gloria, Cologne (Allemagne)
  - 6 mars :Kesselhaus, Berlin (Allemagne)
  - 7 mars : Zoom, Francfort (Allemagne)
  - 9 mars : Legend Club, Milan (Italie)
  - 11 mars : Apolo, Barcelone (Espagne)
  - 12 mars: Cool Stage,Madrid (Espagne)
  - 13 mars: Capitolio,Lisbonne (Portugal)
  - 15 mars: Izvestia Hall,Moscou (Russie)

### Festivals
- 2015 : Seoul Jazz Festival à Séoul, Corée du Sud
- 2015 : Ansan M Valley Rock Festival à Ansan, Corée du Sud
- 2016 : Strawberry Music Festival à Shanghai et Beijing, Chine
- 2016 : Seoul Jazz festival à Séoul, Corée du Sud
- 2016 : Jisan Valley Rock Festival à Jisan, Corée du Sud
- 2016 : Summer Sonic Music Festival à Osaka et Tokyo, Japon
- 2016 : Clockenflap Music and Arts Festival à Hong Kong
- 2017 : World DJ Festival, Séoul (Oh Hyuk)
- 2017 : Urbanscapes Music and Creative Arts Festival à Kuala Lumpur, Malaisie
- 14 et 21 avril 2019 : Coachella Valley Music and Arts Festival à Indio, Californie (États-Unis )

## Récompenses et nominations
| Année | Cérémonie                   | Catégorie                         | Personne/Travail nommé(e) | Résultat   |
| ----- | --------------------------- | --------------------------------- | ------------------------- | ---------- |
| 2015  | 7e MelOn Music Awards       | Top 10 artistes                   | Hyukoh                    | Lauréat    |
| 2015  | 7e MelOn Music Awards       | Artiste de l'année                | Hyukoh                    | Nomination |
| 2015  | 7e MelOn Music Awards       | Album de l'année                  | 22                        | Nomination |
| 2015  | 7e MelOn Music Awards       | Chanson de l'année                | Comes and Goes            | Nomination |
| 2015  | 17e Mnet Asian Music Awards | Meilleure performance de groupe   | Hyukoh                    | Nomination |
| 2015  | 17e Mnet Asian Music Awards | UnionPay Chanson de l'année       | Comes and Goes            | Nomination |
| 2015  | Naver Yearly Ranking        | Chanson la plus téléchargée       | Wi ing Wi ing             | Lauréat    |
| 2016  | 25e Seoul Music Awards      | Prix Performance Culture          | Hyukoh                    | Lauréat    |
| 2016  | 30e Golden Disk Awards      | Prix du meilleur groupe de rock   | Hyukoh                    | Lauréat    |
| 2016  | 5e Gaon Chart K-Pop Awards  | Découverte de l'année (Indie)     | Hyukoh                    | Lauréat    |
| 2016  | 5e Gaon Chart K-Pop Awards  | Chanteur populaire de l'année     | Hyukoh                    | Nomination |
| 2016  | 13e Korean Music Awards     | Chanson de l'année                | Comes and Goes            | Nomination |
| 2016  | 13e Korean Music Awards     | Groupe de l'année                 | Hyukoh                    | Nomination |
| 2016  | 13e Korean Music Awards     | Nouveau groupe de l'année         | Hyukoh                    | Lauréat    |
| 2016  | 13e Korean Music Awards     | Meilleur album moderne de rock    | 22                        | Nomination |
| 2016  | 13e Korean Music Awards     | Meilleure chanson moderne de rock | Comes and Goes            | Lauréat    |
| 2016  | 13e Korean Music Awards     | Netizen - groupe de l'année       | Hyukoh                    | Nomination |

### Émissions musicales

#### M Countdown
| Année | Date   | Chanson |
| ----- | ------ | ------- |
| 2017  | 11 mai | Tomboy  |